# Circuito di Trois-Rivières
Il circuito di Trois-Rivières è un circuito motoristico canadese situato tra le strade della cittadina canadese di Trois-Rivières (Quebec).

## Storia
Il circuito venne inaugurato per la prima volta nel 1967. Nel corso degli anni ha ospitato diversi campionati motoristici come l'American Le Mans Series, la Grand-Am Rolex Sports Car Series, la Trans-Am Series e la Formula Atlantic. Nel 2007 ha ospitato la Grand-Am KONI Sports Car Challenge , la SCCA Star Mazda Championship e la NASCAR Canadian Tire Series, mentre nel 2011 venne praticata una gara del campionato Firestone Indy Lights.

## Posizione
Il circuito sorge all'interno della cittadina nella zona di Terrain de l'Exposition, dove ha sede la fiera locale. La particolarità del circuito è l'ingresso alla curva numero 3, in quanto per accedervi bisogna passare attraverso la Porte Duplessis.